# جو جاکوبی
جو جاکوبی (انگلیسی: Joe Jacobi؛ زادهٔ ۲۶ سپتامبر ۱۹۶۹) قایقران کانو اهل ایالات متحده آمریکا بود.
وی در مسابقات کشوری و بین‌المللی در مجموع برندهٔ ۱ مدال طلا شده‌است.